# Johann Tylmann Wessel
Johann Tylmann Wessel OSB / OESA (auch Tylemann von Symbalon; Tylmann Wessel; Tilman Wessel; † spätestens 1431) war Benediktiner- und Augustinermönch sowie Titularbischof von Symbalon. 
Zudem war er Weihbischof in Hildesheim und in Breslau.

## Leben
Johann Tylmann Wessel gehörte dem Benediktinerkloster Reinhausen bei Göttingen an. Am 13. Juli 1410 wurde er von Papst Johannes XXIII. zum Titularbischof von Symbalon (Symbaliensis) ernannt und zum Weihbischof in Hildesheim bestellt. 1412 ist er im Bistum Breslau belegt. Es ist möglich, dass er auf Empfehlung des Saganer Abts Ludolf, der dem Augustiner-Chorherrenstift Sagan vorstand, nach Schlesien kam. In der Chronik des Saganer Stifts wird er als Augustiner-Eremit sowie als ein hochgebildeter Mann bezeichnet. Am 8. Juli 1420 nahm er in Leubus an der Wahl des Abtes Nikolaus Constantin teil, an dem er am nächsten Tag die Benediktion vornahm. Als bischöflicher Kommissar war auch der Breslauer Domdechant Konrad von Steinau sowie mehrere Kanoniker und Adlige anwesend. Auf der Rückreise von Sachsen nach Schlesien weihte Johann Tylmann Wessel am 5. Juli 1422 einen Altar in der Kirche des Marienstifts in Chemnitz. Da Abt Ludolf von Sagan am 22. August 1422 verstorben war, nahm er am Tag nach der Beisetzung an der Wahl von dessen Nachfolger Heinrich Leslau teil. 1423 beteiligte er sich an der Diözesansynode in Breslau, 1425 weihte er die Liegnitzer Kollegiatkirche zum Hl. Grabe. Weitere weihbischöfliche Handlungen sind für die Jahre 1421 bis 1424 belegt. Außerdem haben sich zahlreiche seiner Ansprachen und Predigten erhalten. Häufig prangerte er herrschende Übelstände an. Die letzte erhaltene Predigt stammt aus dem Jahr 1424. Ein Jahr später weihte er noch die Liegnitzer Stiftskirche. Weitere Lebenszeichen haben sich nicht erhalten. Da das Titularbistum Symbalon im Jahre 1431 neu besetzt wurde, muss er spätestens in diesem Jahr gestorben sein.